# Evaza dimidiata
Evaza dimidiata är en tvåvingeart som beskrevs av James 1969. Evaza dimidiata ingår i släktet Evaza och familjen vapenflugor. Inga underarter finns listade i Catalogue of Life.